# Ramapuram
Ramapuram es una ciudad censal situada en el distrito de Kurnool en el estado de Andhra Pradesh (India). Su población es de 6614 habitantes (2011). Se encuentra a 30 km de Kurnool y a 303 km de Bangalore. 

## Demografía
Según el censo de 2011 la población de Ramapuram era de 6614 habitantes, de los cuales 3420 eran hombres y 3194 eran mujeres. Ramapuram tiene una tasa media de alfabetización del 50,66%, inferior a la media estatal del 67,02%: la alfabetización masculina es del 61,52%, y la alfabetización femenina del 39,09%.